# Contea di Marshall (Kansas)
La contea di Marshall in inglese Marshall County è una contea dello Stato del Kansas, negli Stati Uniti. La popolazione al censimento del 2000 era di 10 965 abitanti. Il capoluogo di contea è Marysville.